# Retrocomputing

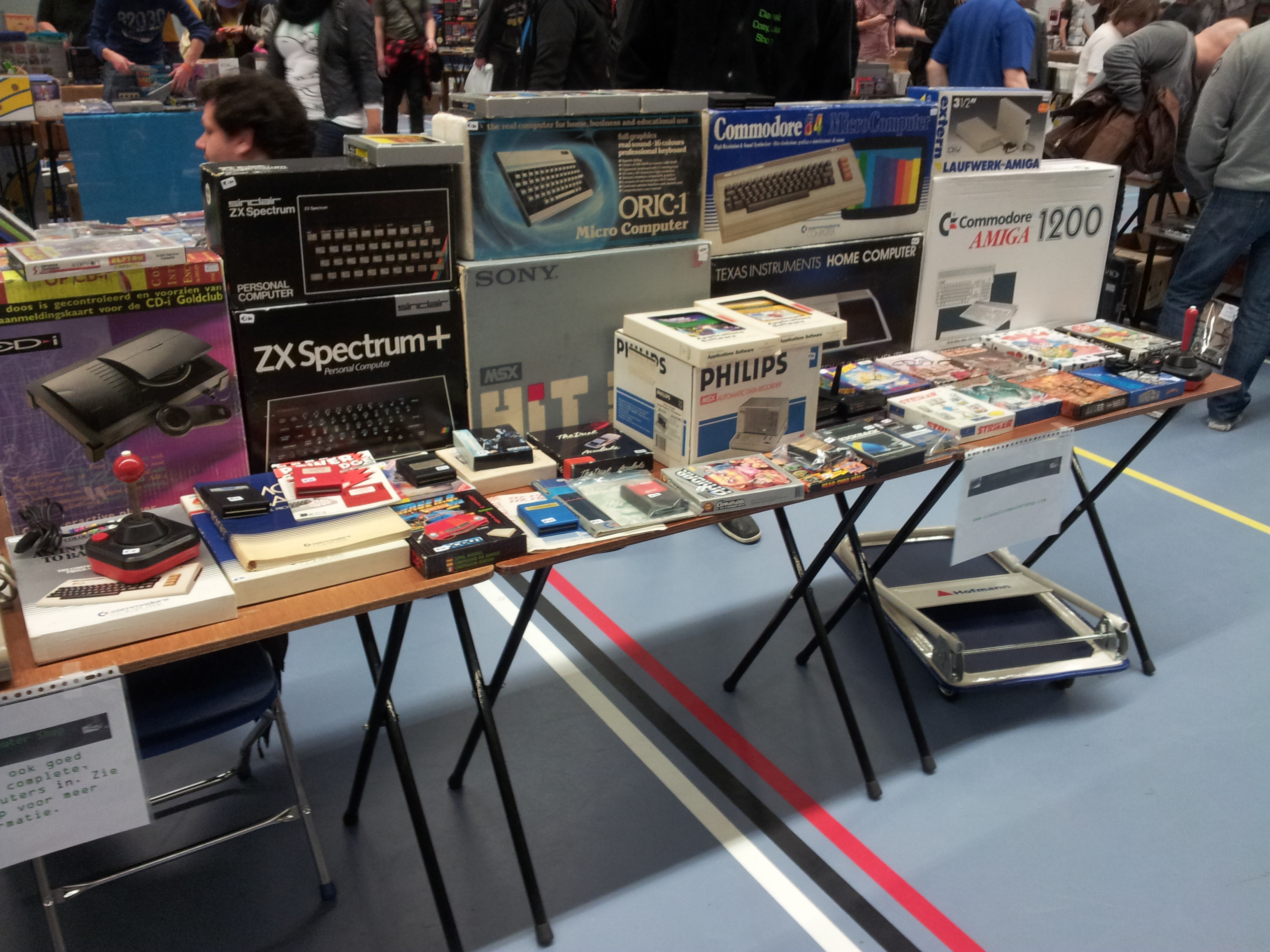
Un stand d'amateurs de retrocomputing présentant plusieurs machines obsolètes (ZX Spectrum, Amiga 2000).

Le retrocomputing, ou rétro-informatique, est une activité consistant à utiliser du matériel et des logiciels informatiques obsolètes. Il s'agit d'un loisir ludique et/ou intellectuel. Concrètement, il peut s'agir de se divertir avec des jeux vidéo anciens (retrogaming) ou de refaire fonctionner des ordinateurs généralement considérés inutilisables.

## Reconnaissance institutionnelle
En France, les trois plus importantes associations de rétro-informatique — Silicium à Toulouse, MO5 à Paris et l’ACONIT à Grenoble — sont favorables à l'ouverture d'un musée de l’informatique et/ou des jeux vidéo. Un musée de l'informatique s'est ouvert à La Défense : son inauguration a eu lieu le 15 avril 2008.
Depuis 1993, la Bibliothèque nationale de France a mis en place une équipe spécialisée dans la patrimonialisation du multimédia, logiciels inclus.